# Terry Camilleri
Terry Camilleri (ur. 19 stycznia 1974) – maltański sędzia snookerowy.

## Kariera sędziowska
Kursy sędziowskie ukończył już w 1990 roku. Po kilku latach został przyjęty do EBSA (Europejski Związek Bilarda i Snookera).
W 2006 roku po raz pierwszy sędziował mecze Mistrzostw świata w Crucible Theatre.
2 lutego 2007 roku podczas Malta Cup prowadził pierwszy w swojej karierze finał turnieju rankingowego, w którym Shaun Murphy pokonał Ryana Daya 9:4. Oprócz tego sędziował m.in. półfinał UK Championship w 2005 roku, gdzie Ding Junhui wygrał z Joe Perrym 9:4.
Podczas Mistrzostw świata w 2008 roku był sędzią meczu ćwierćfinałowego Allister Carter – Peter Ebdon, w którym Carter wbił pierwszego w swojej karierze breaka maksymalnego.
W 2013 roku sędziował wygrany przez Marka Selby'ego finał Masters, zaś w 2016 – decydujący mecz w Welsh Open. 10 marca 2019 roku sędziował finał Players Championship 2019, w którym Ronnie O’Sullivan wbił swojego tysięcznego breaka stupunktowego.